# Милетич, Неманя (родился в июле 1991)
Неманя Милетич (серб. Немања Милетић; 26 июля 1991, Лозница, СФРЮ) — сербский футболист, защитник. Выступал за национальную сборную Сербии.

## Карьера
Воспитанник белградского клуба «Црвена Звезда». В начале своей карьеры выступал за команды низших лиг такие как: «Сопот», «Раднички Стобекс», «Мачва».
Летом 2013 года перешёл в «Явор». 11 августа Милетич сыграл свой первый матч в суперлиге Сербии против родного красно-белого клуба, который был разгромлен со счётом 3:0.
В 2016 году Неманья подписал четырёхлетний контракт с белградским «Партизаном». 14 августа дебютировал в основе своего нового клуба в матче с командой «Чукарички», который «Партизан» выиграл с минимальным счётом.
30 августа 2019 года подписал контракт с клубом «Корона».
15 сентября 2020 года перешёл в кипрский клуб «Олимпиакос».
26 февраля 2021 года подписал долгосрочный контракт с клубом «Уфа». Дебютировал 3 марта в матче 1/8 финала Кубка России против «Урала», проведя на поле 89 минут и был заменён.

## Достижения
«Партизан»
- Чемпион Сербии: 2016/17[3]
- Серебряный призёр чемпионата Сербии: 2017/18[3]
- Обладатель Кубка Сербии: 2016/17, 2017/18, 2018/19[3]
- Финалист Кубка Сербии: 2014/15[3]

«Явор»
- Серебряный призёр первой лиги Сербии: 2014/15[3]